# Hrabstwo Pope (Illinois)
Hrabstwo Pope – hrabstwo w USA, w stanie Illinois, z liczbą ludności wynoszącą 4 413, według spisu z 2000 roku. Siedzibą administracji hrabstwa jest Galconda.

## Geografia
Według spisu hrabstwo zajmuje powierzchnię 970 km², z czego 961 km² stanowią lądy, a 9 km² (1,01%) wody.
Ukształtowanie terenu całego hrabstwo jest pagórkowate co podczas deszczów powoduje spływanie wód opadowych i tworzenie się małych wodospadów. Na terenie hrabstwa znajduje się park stanowy Dixon Springs, jeden z większych państwowych parków w Illinois Shawnee Hills i który jest częścią Shawnee National Forest. Park znajduje się na południu i wschodzie hrabstwa, nad rzeką Ohio, która stanowi granicę ze stanem Kentucky. Zajmuje jedną trzecia terenów Pope.

### Miasta
- Golconda

### Wioski
- Eddyville

### Sąsiednie hrabstwa
- Hrabstwo Saline – północ
- Hrabstwo Hardin – wschód
- Hrabstwo Livingston – wschód
- Hrabstwo Massac – zachód
- Hrabstwo Johnson – zachód
- Hrabstwo Williamson – północny zachód

Stan Illinois na mapie USA

## Historia
Hrabstwo Monroe powstało w 1816 roku z terenów dwóch hrabstw: Gallatian i Johnson. Swoją nazwę obrało na cześć Nathaniela Pope, sekretarza Terytorium Illinois.
Pierwsze ślady osadnictwa białego człowieka na terenie hrabstwa Pope pochodzą z 1780 roku. Jednakże pierwsza trwała osada powstała w 1798 roku w miejscu dzisiejszego Golconda. Osada położona była nad rzeką Ohio i obsługiwała przeprawę promową. Właścicielem promu był Major James Lusk, weteran wojny o niepodległość Stanów Zjednoczonych oraz jego żona Sarah McElwaine Lusk, córka senatora Wirginii.
W 1797 Major Lusk uzyskał licencje przewozową z Kentucky. Był rozczarowany sytuacją gdy rząd stanu Kentucky wydało dokument zezwalający posiadanie niewolników. Sam Major wyzwolił wszystkich swoich niewolników po tym gdy jeden z nich zabił jego pierwsza żonę Laetitica Thomas. Od tego czasu był gorącym przeciwnikiem handlu niewolnikami.
Lusk zdecydował zostawić Kentucky dla Illinois i wniósł petycję do Gubernatora do spraw Terytoriów Indian, Williama Henry Harrisona (terytorium należało wówczas do Illinois) by uzyskać licencje przewozową z północnego brzegu, zatoczki, która teraz nosi jego imię. Harrison odmówił prośbie ponieważ te tereny zajmowali Indianie Delaware
Lusk mimo odmowy organizował przeprawy promowe bez dowodów opłat. Nad brzegiem wybudował dom z którego obsługiwał prom i w którym znajdowała się tawerna. W ten sposób był pierwszym osadnikiem pomiędzy Kentucky a Kaskaskia.
Zanim Lusk umarł w 1803 roku, wybudował drogę prowadzącą do Green’s Ferry sześć. Po jego śmierci, jego żona Sarah stała się właścicielem biznesu i w 1804 roku została pierwszą kobietą w Illinois, która otrzymała licencję przewozową i w ten sposób zalegalizowała biznes męża.
Od tego okresu tysiące imigrantów przeprawiło się tą drogą by skolonizować zachodnie tereny. W latach 1838–1839 około 13 000 Indian Cherokees przeszło tą drogą, zwaną dziś Szlakiem Łez w stronę Oklahomy.
Siedziba i hrabstwo Pope powstało w 1816. Miasto Sarahsville swoją nazwę przybrało na cześć Sarah Lusk.
W 1818, Illinois weszło w skład stanów Unii. Dwóch mieszkańców hrabstwa uczestniczyło w powstawaniu konstytucji stanu Illinois. Konstytucja nie sprzeciwiała się istniejącemu na terenach niewolnictwu. Według prawa można było trzymać służącego związanego umowa przez okres jednego roku. Zapis ten w rzeczywistości był ignorowany. Pierwszy dokument znoszący niewolnictwo został wydany w hrabstwie Pope w 1823 roku a ostateczne świadectwo zniesienia wydani w 1850 roku. W 1860 roku na terenie hrabstwa nie było już niewolników.
Populacja hrabstwa Pope Papieża w szybkim tepie wzrosła pod koniec XIX wieku w wyniku emigracji Europejczyków do Ameryki. Na tereny Pope przybyli dawni obywatele Szkocji, Irlandii, Francji, Anglii, Niemiec i imigranci z Afryki. Grupy te tworzyły małe osady na terenie całego hrabstwa, najczęściej złożone z kościoła, urzędu pocztowego, młynu, kuźni i sklepu. Osady te były ważnymi punktami na drodze prowadzącej do Golconda Populacja stale powiększyła się od 2 610 w 1820 roku do 14 017 w szczytowym okresie w 1890. Obecnie liczba ta spadła do 4 413 w 2000 roku.
Złoty Wiek Hrabstwa Pope trwał od 1870 do 1930 roku. Do rozwoju obszaru przyczynia się kolej i transport rzeczny. W 1930 roku hrabstwo tak jak i cały kraj dotknął kryzys gospodarczy. Zamknięte zostały trzy istniejące banki a wielu przedsiębiorców ogłosiło bankructwo i wielu straciło oszczędności życia.
W tym samym czasie, w 1933 roku, rząd założył Shawnee National Forest, lasy w południowym Illinois, które miały zastąpić lub zrekompensować straty małych gospodarstw rolnych. Wielu rolników wykorzystując okazję sprzedało własne ziemie. Tysiące akrów ziemi zostały w ten sposób nabyte przez co zainicjowano projekt powstania lasów w rezultacie po latach zwrotu pieniędzy do kasy hrabstwa za sprzedaż drewna. Fundusze te miały służyć wyłącznie edukacji i budowie dróg.
Rząd USA otworzył program pomocy Civilian Conservation Corps (CCC) oraz Relief, który objął również tereny hrabstwa. Kilku obozów CCC znajdowało się na terenach Pope. Program pomocy obejmował pomoc żywnościowa wielu rodzinom skupionych w obozach, gdzie uczono ich podsta handlu. Jeden z obozów Forest Service Camp, znajdował się w Eddyville i zajmował się budową dróg i tworzeniu terenów rekreacyjnych w Shawnee National Forest. Posadzili również setki tysięcy drzew, włącznie z orzechem włoskim, dębami i orzesznika
Pomoc dla hrabstwa Pope zaoferował również Uniwersytet Illinois, który założył centrum Dixon Springs Agricultural w celu badań nad ulepszaniem gospodarstw i hodowli zwierzęcej.
W latach pięćdziesiątych nastąpiła konsolidacja szkół. Wiele wiejskich szkółek zostało zamkniętych a studenci przenosili się do Eddyville, Robbs, New Liberty i Golconda.

## Tradycje
Regionalnymi świętami i festynami organizowanym corocznie na terenie hrabstwa są River-to-River Relay, Obchody pamięci „Szlaku Łez”, Dni Farmera, dziewięciodniowy Trail Ride, Festiwal Opadów, Festiwal Jelenia i bożonarodzeniowy House Tour.

## Demografia
Według spisu z 2000 roku hrabstwo zamieszkuje 4 413 osób, które tworzą 1 769 gospodarstw domowych oraz 1 220 rodzin. Gęstość zaludnienia wynosi 5 osób/km². Na terenie hrabstwa jest 2 351 budynków mieszkalnych o częstości występowania wynoszącej 2 budynków/km². Hrabstwo zamieszkuje 93,29% ludności białej, 3,76% ludności czarnej, 0,79% rdzennych mieszkańców Ameryki, 0,27% Azjatów, 0,45% ludności innej rasy oraz 1,43% ludności wywodzącej się z dwóch lub więcej ras, 0,91% ludności to Hiszpanie, Latynosi lub inni.
W hrabstwie znajduje się 1 796 gospodarstw domowych, w których 27,50% stanowią dzieci poniżej 18. roku życia mieszkający z rodzicami, 57,80% małżeństwa mieszkające wspólnie, 7,60% stanowią samotne matki oraz 31,00% to osoby nie posiadające rodziny. 27,90% wszystkich gospodarstw domowych składa się z jednej osoby oraz 13,30% żyje samotnie i ma powyżej 65. roku życia. Średnia wielkość gospodarstwa domowego wynosi 2,33 osoby, a rodziny 2,84 osoby.
Przedział wiekowy populacji hrabstwa kształtuje się następująco: 21,50% osób poniżej 18. roku życia, 10,20% pomiędzy 18. a 24. rokiem życia, 23,80% pomiędzy 25. a 44. rokiem życia, 26,70% pomiędzy 45. a 64. rokiem życia oraz 17,70% osób powyżej 65. roku życia. Średni wiek populacji wynosi 41 lat. Na każde 100 kobiet przypada 102,60 mężczyzn. Na każde 100 kobiet powyżej 18. roku życia przypada 101,20 mężczyzn.
Średni dochód dla gospodarstwa domowego wynosi 30 048 USD, a dla rodziny 37 860 dolarów. Mężczyźni osiągają średni dochód w wysokości 33 717 dolarów, a kobiety 20 074 dolarów. Średni dochód na osobę w hrabstwie wynosi 16 440 dolarów. Około 9,80% rodzin oraz 18,20% ludności żyje poniżej minimum socjalnego, z tego 21,40% poniżej 18. roku życia oraz 8,40% powyżej 65. roku życia.